# Christoph Schneider
Christoph Schneider, detto Doom (Berlino Est, 11 maggio 1966), è un batterista tedesco, membro del gruppo industrial metal Rammstein.

## Vita privata
È nato a Pankow, un sobborgo di Berlino Est da Martin Schneider (Direttore di opera e professore della Hanns Eisler Music Academy di Berlino) e Antje (insegnante di musica classica) ed ha una sorella, Constanze, più giovane di lui di due anni.
Gli piace molto il videogioco Doom, da cui il soprannome, suggeritogli da Paul Landers.

## Carriera musicale
Ha iniziato suonando la tromba perché i genitori volevano che imparasse a suonare uno strumento e, dopo essere entrato in un'orchestra, è rimasto affascinato dalla batteria e dalle percussione tanto da convincere successivamente i genitori ad accettare il cambio di strumento. Ha fatto richiesta di entrare in una scuola di musica dove il padre era diventato professore ma non ha superato il test di ammissione perché erano richieste altre caratteristiche oltre al suonare la batteria come suonare il piano, leggere spartiti e cantare.. Successivamente è entrato a far parte dei Die Firma, per poi passare ai Feeling B., insieme a Paul Landers e Christian Lorenz, suoi futuri colleghi nei Rammstein.

## Stile e influenze
Christoph ha uno stile molto particolare nel suonare la batteria, un modo semplice ed elementare. A questo proposito ha detto: "Questo stile è solo una parte di me, mi diverte e non è poi così facile come si pensa. Non voglio incensarmi, ma per i batteristi in generale è più complicato suonare in maniera "elementare" e groovy che usare e proporre tecniche nuove e interessanti."
Il batterista da cui riceve le principali influenze è Phil Rudd, batterista degli AC/DC "È un grande", ha detto "Te ne accorgi quando qualcuno prova a rifare un loro pezzo: non è mai come l'originale…". 

## Discografia

### Con i Rammstein
- 1995 – Herzeleid
- 1997 – Sehnsucht
- 1999 – Live aus Berlin (album dal vivo)
- 2001 – Mutter
- 2004 – Reise, Reise
- 2005 – Rosenrot
- 2006 – Völkerball (album dal vivo)
- 2009 – Liebe ist für alle da
- 2011 – Made in Germany 1995-2011 (raccolta)
- 2017 – Paris (album dal vivo)
- 2019 – Rammstein
- 2022 – Zeit

### Altri
- 1989 – Frechheit – Die Frechheit (autoprodotto)
- 1990 – Frechheit – Frechheit (autoprodotto)
- 1991 – Die Firma – Die Firma (autoprodotto)
- 1993 – Quartered Shadows – The Last Floor Beach
- 1993 – Feeling B – Die Maske Des Roten Todes
- 1998 – Soap – Supreme
- 2014 – Glassmaps – My Head My Heart (autoprodotto)

### Collaborazioni
- 1991 – Feeling B – Wir Kriegen Euch Alle (percussioni nel brano Izrael)
- 2003 – Miles – Don't Let The Cold In (cori nel brano Stranger; Pro Tools e mixing dell'album)
- 2010 – Artisti Vari – Drumheads!! Schlagzeugmagazin 6/2010 (presente con il brano Waidmanns Heil dei Rammstein)
- 2015 – Karat – 40 Jahre - Live Von Der Waldbühne Berlin (batteria nei brani Das Narrenschiff e Der Blaue Planet)